# Scopula eurata
Scopula eurata là một loài bướm đêm trong họ Geometridae.